# Parashara
 (juin 2024).
Parashara (IAST Parāśara) est un Sage védique (Rishi), auteur d’hymnes du Rig-Véda dédié à Agni, le dieu du feu. Dans le Mahabharata, il est le père de Vyasa.
Selon les Vedas, le dieu Brahma a créé Vasishtha (né à Mitra-Varuna). Ce dernier aura un fils nommé Shakti avec sa femme Arundhati. Shakti engendrera à son tour Parashara. 
Avec Satyavati du clan Kaivartta[6], Parashara est le père de Vyasa qui sera à son tour le père de Dhritarashtra et Pandu par l'intermédiaire des épouses de son demi-frère décédé, Ambika et Ambalika. Vyasa sera aussi le père de Vidura par l'intermédiaire d'une servante d'Ambika et Ambalika ainsi que de Shuka par l'intermédiaire de sa femme, Pinjala, la fille de Jabali.  
Parashara est donc l'arrière-grand-père des deux parties belligérantes du mythe du Mahabharata : les Kauravas et les Pandavas, respectivement les descendants de Dhritarashtra et de Pandu.